# Bill Davis
Pour les articles homonymes, voir Bill Davis (homonymie) et William Davis.
William Grenville Davis, dit Bill Davis, né le 30 juillet 1929 à Toronto et mort le 8 août 2021 à Brampton (Ontario), est un avocat et homme politique canadien. Il est le 18e premier ministre de l'Ontario, poste qu'il occupe du 1er mars 1971 au 8 février 1985 pour quatre mandats, sous la bannière du Parti progressiste-conservateur. Il est le deuxième premier ministre ontarien à la longévité la plus longue, après Oliver Mowat du Parti libéral (1872-1896).

## Biographie
Né le 30 juillet 1929 à l'hôpital général de Toronto (en), il est le fils de Vera Hewetson et d'Albert Grenville Davis, un avocat de la région de Brampton. Il reçoit un diplôme de l'Université de Toronto en 1951 et fréquente également l'école de droit d'Osgoode Hall de l'Université d'York. Durant son parcours académique, Davis est un joueur de football et compte parmi ses coéquipiers Roy McMurtry et Thomas Leonard qui serviront plus tard dans son cabinet.

### Carrière politique
Élu pour la première fois à l'Assemblée législative de l'Ontario lors de l'élection provinciale de 1959, il représente la circonscription méridionale de Peel. Bien que Peel soit considéré comme un siège acquis d'emblée aux conservateurs, la majorité qu'obtient Davis lors de cette élection est étonnamment faible. Ce dernier gagne par seulement 1 203 voix. Ce résultat est en partie due à la décision impopulaire du gouvernement conservateur de John Diefenbaker d'annuler le programme Avro CF-105 Arrow alors qu'un bon nombre de travailleurs de ce programme sont résidents de Peel.
Après avoir servi pendant deux ans en tant que député d'arrière-ban dans le gouvernement de Leslie Frost, Davis devient l'organisateur en chef de la campagne de Robert Macaulay (en) à la chefferie du parti et également au poste de premier ministre. Macaulay est cependant éliminé à l'avant-dernier tour de scrutin. Lors du dernier tour, Macaulay et Davis soutiennent alors John Robarts entraînant ainsi la défaite de Kelso Roberts (en).

#### Ministre de l'Éducation
Nommé ministre de l'Éducation dans le cabinet Robarts le 25 octobre 1962, il est facilement réélu lors de l'élection provinciale de 1963.
Il acquiert rapidement une réputation de ministre très interventionniste et doit gérer, tout au long des années 1960, une importante augmentation des dépenses en éducation, soit 454 % d'augmentation entre 1962 et 1971. L'arrivée des baby boomers nécessitait la construction de nombreuses nouvelles écoles, généralement dans les endroits fortement urbanisés pour répondre aux besoins du plus grand nombre.
Davis crée également de nouvelles d'universités, incluant l'Université Trent et l'Université Brock, en plus d'établir 22 nouveaux collèges post-secondaires dès 1966. De plus, TVOntario, le réseau éducatif de télévision, apparaît durant son mandat en 1970.

#### Premier ministre
Ses succès en tant que ministre de l'Éducation le place en bonne position pour être élu premier ministre en remplacement de Robarts en 1971.
Peu de temps après sa prise de fonctions, Davis annonce que son gouvernement ne permettra pas la construction de l'Autoroute urbaine de Spadina au centre de Toronto, initiative impopulaire auprès de plusieurs résidents du secteur. 
Le premier mandat de Davis comme premier ministre est son moins réussi, avec la confiance publique de son gouvernement affaiblie par une série de scandales. En 1973, l'ami de Davis, Gerhard Moog, est accusé de corruptions. Le gouvernement est plus tard innocenté, mais son appui populaire diminue néanmoins. Les progressistes-conservateurs perdent quatre élections partielles en 1973 et en 1974.
Le gouvernement est également forcé de renoncer à un impôt sur l'énergie prévu de 7 % en 1973 à la suite des protestations des progressistes-conservateurs. Lors de la préparation de l'élection provinciale de 1975, Davis impose un gel de 90 jours au prix de l'énergie, réduit temporairement la taxe de vente provincial de 7 % à 5 % et annonce des contrôles des loyers pour la province.

#### Gouvernement minoritaire
La campagne de 1975 est plus acrimonieuse que celle de 1971, Davis et le chef du Parti libéral Robert Nixon (en) se lançant des insultes personnelles à plusieurs reprises. Les sondages effectués peu de temps avant les élections donnent les libéraux en tête. Les progressistes-conservateurs ne remportent que 51 des 125 sièges, mais se maintiennent au pouvoir avec un gouvernement minoritaire. Le Nouveau Parti démocratique de l'Ontario (NDPO) gagne 38 sièges sous la conduite de Stephen Lewis, et les libéraux de Nixon finissent troisième avec 36 sièges.
Peu après l'élection, Davis embauche Hugh Segal comme secrétaire législatif. Il nomme également deux députés de l'aile droite du parti, Frank Stuart Miller et James Taylor (en) à des postes clés du gouvernement, mais il abandonne un programme d'austérité qu'il proposait de mettre en œuvre, à la suite d'une réponse publique négative.
Cette période du gouvernement Davis en est une d'expansion des systèmes de santé publique et d'éducation de la province, Davis tenant particulièrement à ce que les collèges communautaires de la province demeurent productifs. Le gouvernement élargit également les dispositions du Code des droits de la personne de l'Ontario et élargit les services bilingues sans pour autant introduire le bilinguisme officiel dans la province.

#### Retour au gouvernement majoritaire
Les progressistes-conservateurs retournent au pouvoir avec un gouvernement majoritaire lors de l'élection provinciale de 1981, surtout au détriment du NPD. 
Peu de temps après l'élection, Davis annonce que John Tory succède à Hugh Segal comme secrétaire principal. Il annonce également que l'Ontario achètera une part de 25 % dans la société énergétique Suncor, malgré l'opposition de son propre caucus.
En 1981, contrairement à la plupart des premiers ministres provinciaux du Canada, Davis soutient vivement les plans du premier ministre Pierre Elliott Trudeau de rapatrier la Constitution canadienne du Royaume-Uni et d'y ajouter une Charte des droits et libertés. Lors des négociations constitutionnelles de 1981, Davis joue un rôle central dans l'obtention d'un compromis qui aboutira à l'adoption de la Loi constitutionnelle de 1982.
En 1983, Davis envisage de passer à la politique fédérale en se présentant à la tête des progressistes-conservateurs fédéraux lorsque Joe Clark lance une course à la direction pour raffermir son leadership tièdement appuyé par les délégués du congrès biennal du parti. Davis décide de ne pas le faire lorsqu'il se rend compte qu'il ne recevra pas de soutien de l'Ouest canadien en raison de son appui au rapatriement de la Constitution et au Programme énergétique national. Sa candidature est vivement combattue par Peter Lougheed, le premier ministre de l'Alberta.
Il prend sa retraite quelques mois avant les élections de 1985, alors qu'il est ainsi que son gouvernement toujours bien en tête dans les sondages face aux libéraux de David Peterson et au Nouveau Parti démocratique de Bob Rae. 
L'une de ses dernières actions majeures en tant que premier ministre est de revenir sur sa décision de 1971 contre le financement intégral des écoles catholiques, et d'annoncer que ce financement sera fourni jusqu'à la fin de la treizième année. Bien que la politique soit soutenue par tous les partis de la législature, elle est impopulaire auprès de certains membres de la base protestante rurale traditionnelle des conservateurs, et beaucoup de ces derniers resteront chez eux lors des prochaines élections à cause de cette politique.

### Retraite
Davis est remplacé par Frank Miller, élu chef en février 1985 (largement considéré comme successeur de Davis au sein de la « Grande machine bleue »). Bien que Miller soit plus conservateur que Davis, les progressistes-conservateurs détiennent toujours un avantage significatif par rapport à l'opposition quand l'élection est déclenchée. Cependant, après une pauvre campagne et un scandale en lien avec financement des écoles catholiques, le parti est réduit à un gouvernement minoritaire et perd le vote populaire au profit du Parti libéral lors de l'élection provinciale de 1985. Rapidement, une coalition libérale-NPD dépose une motion de non-confiance entraînant la fin du règne de 42 ans du parti au gouvernement de la province.
Décoré compagnon de l'Ordre du Canada en 1985, Davis sert dans de nombreux conseils d’administration depuis sa retraite de la vie politique.
La réputation de Davis auprès des progressistes-conservateurs ontariens est malmenée durant les années 1990 en raison de la droitisation du parti sous la gouverne de Mike Harris. De nombreux parlementaires conservateurs rejettent ouvertement les politiques dépensières de l'ère Davis et soulignent fréquemment les différences entre Davis et Harris sur les questions politiques. Davis est resté un partisan du parti, mais est rarement apparu lors d'événements officiels.
En 2003, Davis joue un rôle dans les négociations qui réussissent à fusionner les progressistes-conservateurs fédéraux avec l'Alliance canadienne et à créer le nouveau Parti conservateur du Canada. Lors de la campagne fédérale de 2006, il fait campagne pour le chef conservateur Stephen Harper et appuie l'ancien ministre provincial Jim Flaherty. Harper parle favorablement de Davis pendant la campagne et déclare qu'il a beaucoup appris de la façon de gouverner de Davis. Les conservateurs réussissent à vaincre les libéraux et à former le nouveau gouvernement.
Tout au long de sa carrière politique, Davis souligne l'influence persistante de sa ville de Brampton, en Ontario. Il est connu, principalement par les habitants de Brampton, sous le nom de « Brampton Billy ».
Bill Davis meurt le 8 août 2021 à Brampton.